# Слабошув
Слабошув (пол. Słaboszów) — село в Польщі, у гміні Слабошув Меховського повіту Малопольського воєводства.
Населення — 272 особи (2011).
У 1975-1998 роках село належало до Келецького воєводства.

## Демографія
Демографічна структура станом на 31 березня 2011 року:
|          | Загалом | Допрацездатний вік | Працездатний вік | Постпрацездатний вік |
| -------- | ------- | ------------------ | ---------------- | -------------------- |
| Чоловіки | 131     | 20                 | 97               | 14                   |
| Жінки    | 141     | 36                 | 74               | 31                   |
| Разом    | 272     | 56                 | 171              | 45                   |